# 猫寺

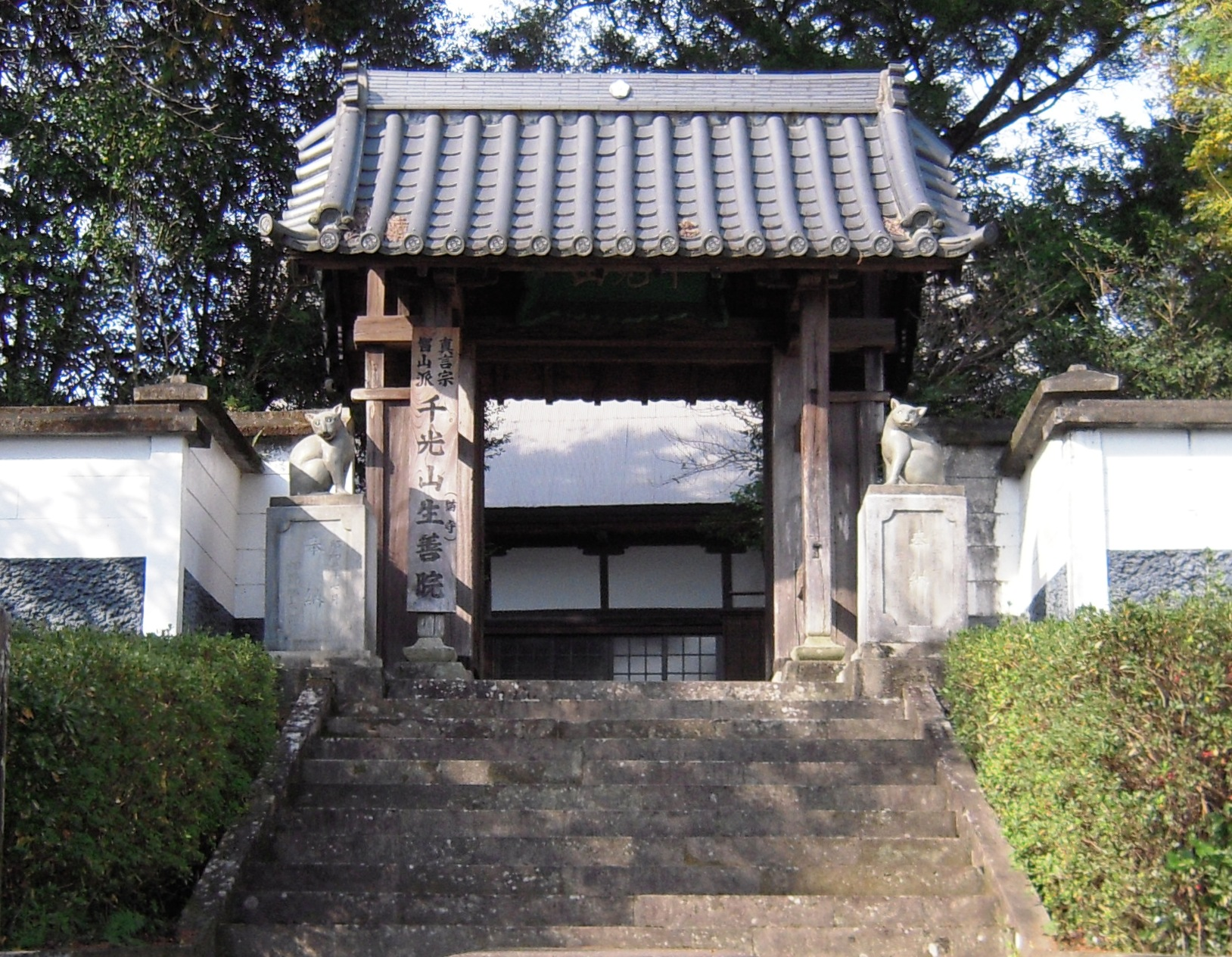
生善院の山門と"狛猫"

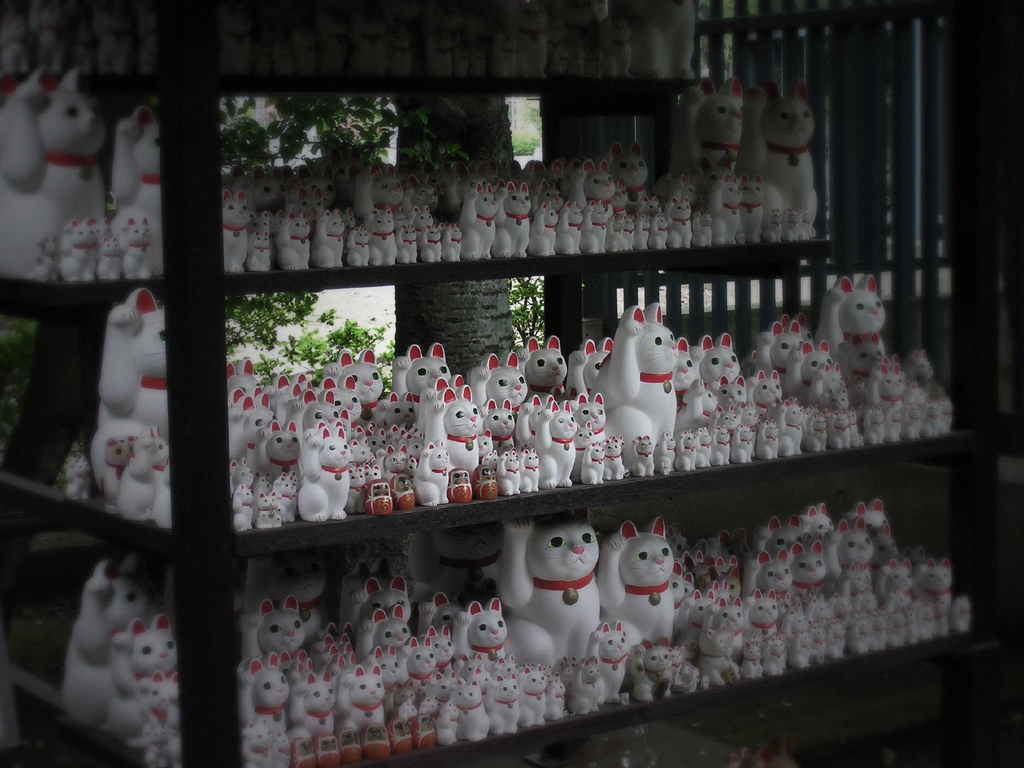
豪徳寺の招福猫児

猫寺（ねこでら）は、日本各地に見られる、猫に縁が深い寺院の通称。猫に救われたり、または祟られたりしたため、猫を祀った由来を持つものが多く見られる。

## 主な猫寺
称念寺（京都市上京区）は飼い猫が恩返しに寺の復興を助けたという伝説から猫寺の通称で呼ばれ、今日では猫を含めた動物供養を行う。
生善院（熊本県球磨郡水上村）は、猫の怨霊が相良家を祟り、19代忠房が若くして急死するなどしたため建立されたという伝説を持つ。
招き猫発祥の地の伝説がある豪徳寺（東京都世田谷区）の由来には、寺の繁栄に関し「全く猫の恩に報い福を招き寄篤の霊験によるものにしてこの寺を猫寺と呼ぶに至れり」とある。自性院（東京都新宿区）には節分のみ開帳される秘仏「猫地蔵尊」が本尊として祀られるが、これは太田道灌が猫の導きにより江古田・沼袋原の戦いに勝利した伝説に由来する。
御誕生寺（福井県越前市）は、数十匹の捨て猫や傷病猫を保護・飼育していることから猫寺とも呼ばれている。ただし、無制限に捨て猫を受け入れているわけではない。